# Земляний курган з цілиною
Земляний курган з цілиною — комплексна пам'ятка природи місцевого значення. Об'єкт розташований на території Бердянського району Запорізької області, околиця села Софієвка.

## Галерея

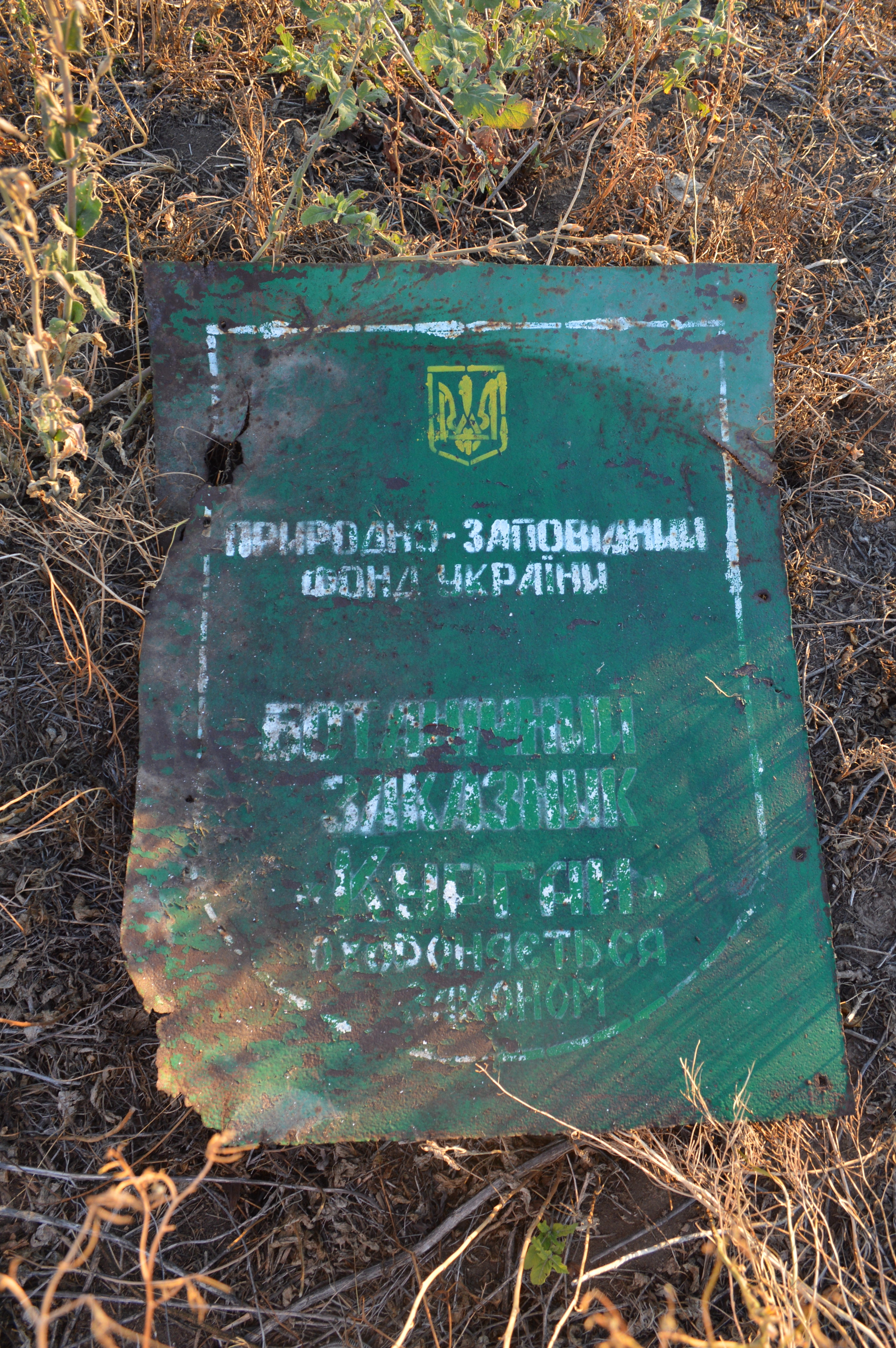
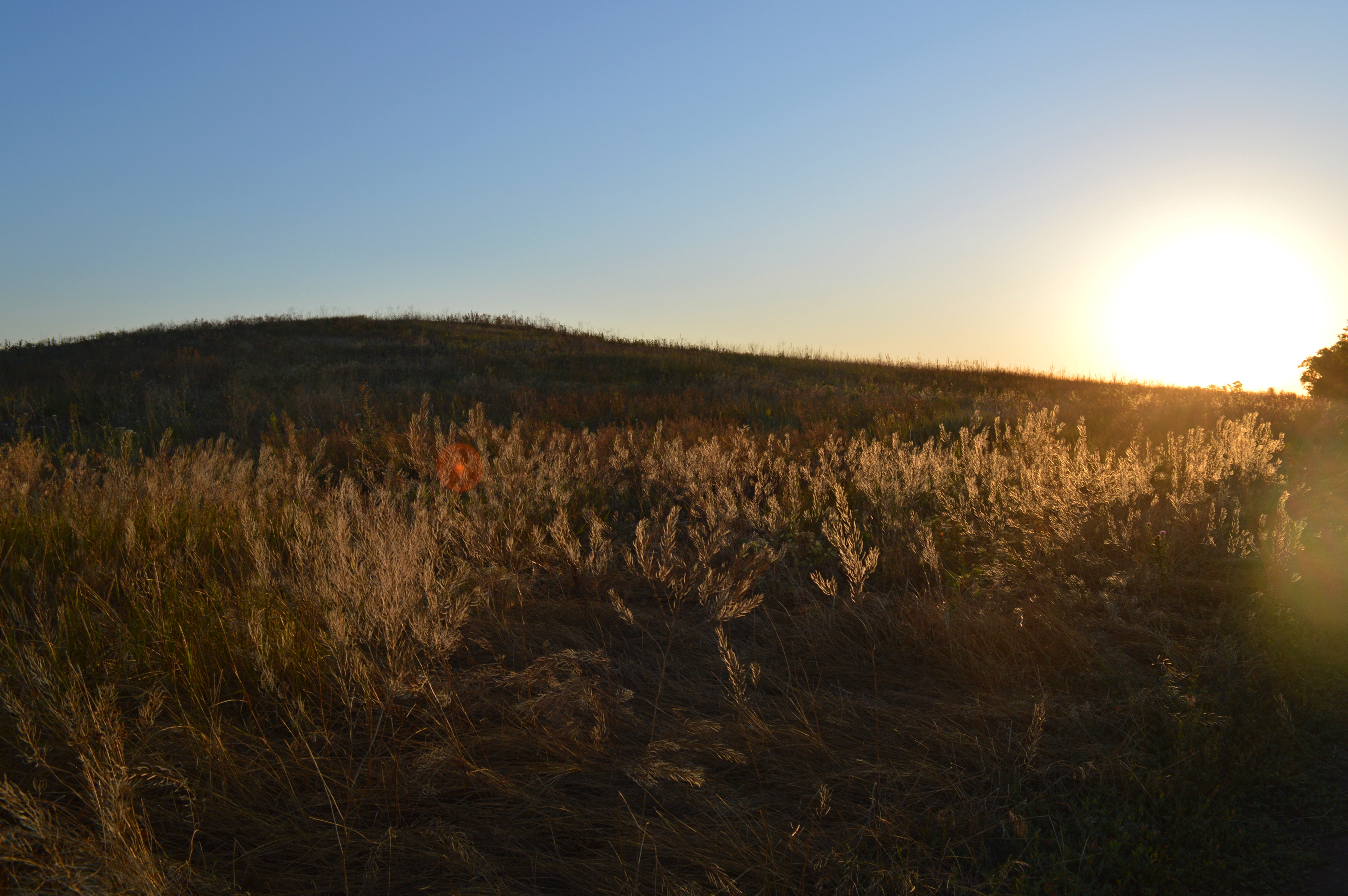
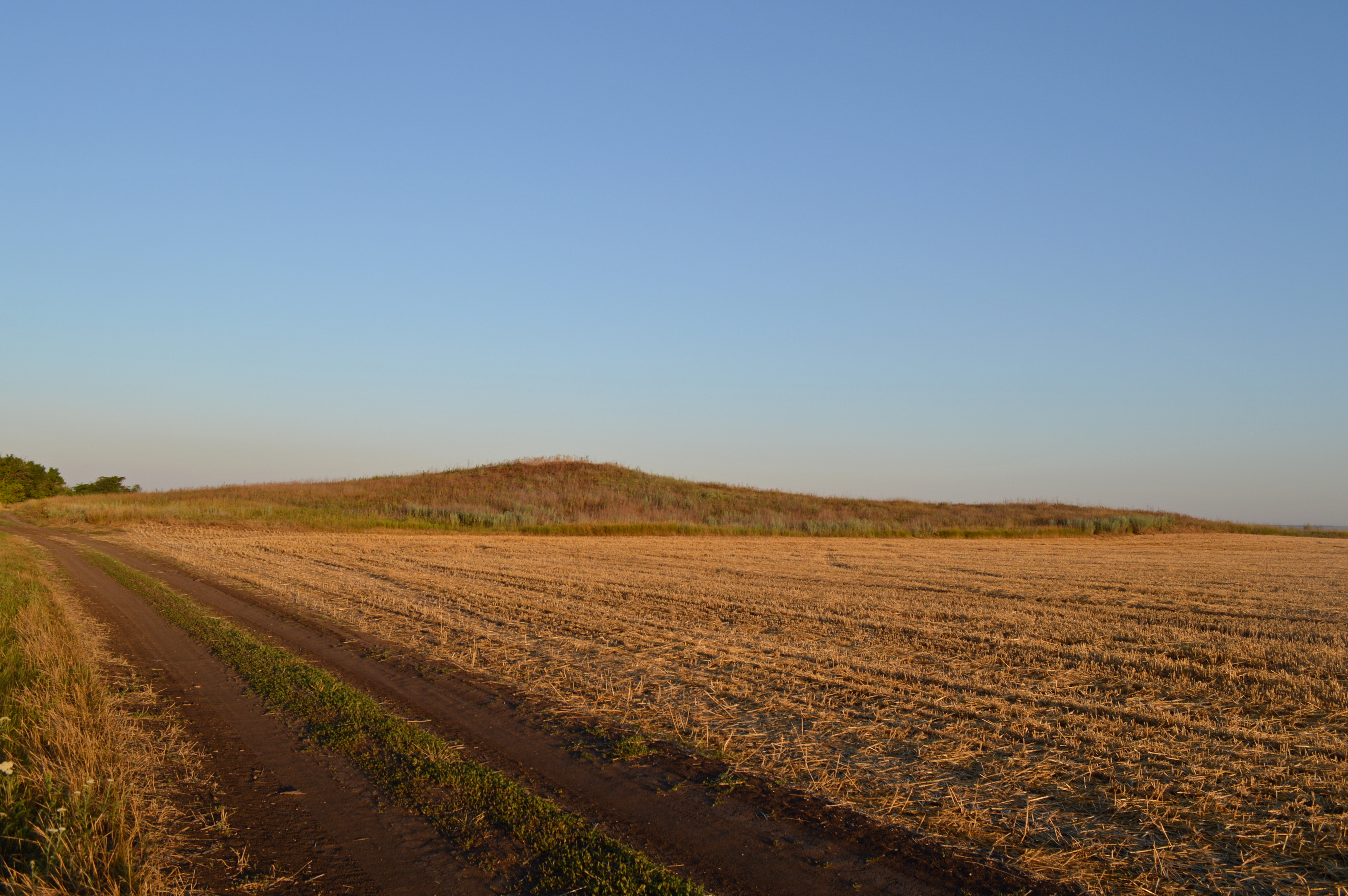

Площа — 2 га, статус отриманий у 1982 році.